# Budvanska biskupija
Budvanska biskupija (lat. Dioecesis Buduanensis) je rimokatolička biskupija. 
Sjedište joj je bilo u gradu Budvi u Crnoj Gori. Prvi biskup kojeg bilježe izvori je Silvestar, koji je stolovao oko 1143. godine.

## Povijest
Jezgra kršćanstva bila je starorimska Budva, iz koje su kristijanizirani romanizirani Iliri i poslije nadolazeći Slaveni. Pisanih dokumenata iz najstarijih razdoblja nema, ali nalazi arhitekture, bazilika, pokazuju nam starost biskupije. To je ranokršćanska bazilika iz 6. stoljeća. Ima tri broda, a na podu je mozaik kršćanske tematike u kojem je pored ostalog i prikazan prikriven križ (crux dissimulata) te pentagram – mesijanski simbol. Ti likovni detalji pokazuju nam visoku umjetničku razinu izvođenja mozaičke umjetnosti te naručiteljevu dobru bogoslovnu izobrazbu. Pisani dokument s prvim spomenom biskupije je iz 743. godine. To je bula pape Zaharija, čiji izvornik je stradao 1185. kad je Nemanja napao Dubrovnik. Sačuvan je prijepis. Neki povjesničari sumnjaju u autentičnost, no otkriće velike trobrodne bazilike razbiva takve sumnje, barem što se tiče postojanja biskupije u Budvi. Bula je iz vremena kad je istočno kršćanstvo potresao ikonoklazam. Budvanska biskupija prema toj buli je sufraganska biskupija Epidaurskog (odnosno Dubrovačkog) metropolita. Otkriće velike trobrodne bazilike u Budvi dovodi manje u sumnju njenu istinitost, barem što se tiče postojanja Budvanske biskupije. Po dokumentima od stoljeća poslije, Budvanska biskupija je pod drugom metropolijom. Akti Duvanjskog sabora iz druge polovice 9. stoljeća spominju budvansku biskupiju kao sufraganska biskupija Dukljanske metropolije. 840. godine ova biskupija dobila je najstariju datiranu crkvu u čast Blažene Djevice Marije na istočnojadranskoj obali, crkvu sv. Marije in Punta. Iz 840. datira benediktinski samostan u Budvi te još jedan benediktinski samostan posvećen sv. Petru. Dvadeset i trojica su budvanskih biskupa za koje se da su stolovali od 1143. do 1571. godine. Prvi biskup Budvanske biskupije za kojeg se zna zvao se Silvestar. Spominje ga se 1143. kao posvetitelja crkve sv. Mihovila kod Budve, na rtu Mogrenu. Ista je crkva stradala je u potresu 1667. godine. 1200. godine podignuta je katedrala, danas crkva sv. Ivana Krstitelja u Budvi. Zna se za 19 apostolskih vikara i administratora od 1575. do 1824. godine. Jurisdikcija budvanske biskupje protezala se na grad Budvu, Majine, Brajiće, dio Paštrovića i na dio Grblja. Katedrala budvanske biskupije bila je crkva sv. Ivana Krstitelja. Svetac zaštitnik biskupije bio je sv. Ivan Krstitelj. Sjedinjenjem Zete s Raškom (razdoblje od 1185. do 1361.), odnosno zadnja desetljeća 12. stoljeća donose početke pravoslavizacije. Srpski osvajač Stjepan Dušan nasilno je oduzeo šest samostana katoličkoj Crkvi, pa je papa Klement VI. godine 1346. zatražio ih natrag, među njima i samostan sv. Marije Budvanske. Franjevci su nazočni na području Paštrovića u 13. stoljeću, te u maticama, knjigama krštenih još 1652. nalazimo imena i patronime izvedenih od imena Franjo, to su već ostatci ostataka. Njihovoj nazočnosti svjedoči toponim Fratarske njive neposredno uz budvanske gradske zidine. Još u 18. stoljeću Budva s bližim okružjem imala je šesnaest katoličkih crkava. Neki predjeli biskupije poput Paštrovića snažnije su i ranije osjetili pravoslavizaciju. Premda je u 17. stoljeću nadbiskup papinski legat Oktavijan Garzadoro pri obilasku Paštrovića naišao na glagoljski misal iz 1427. godine, to su već tada ostaci ostataka katoličke prisutnosti na tim prostorima. Bulom Locum beati Petri 1828. godine biskupija je ukinuta, a ozemlje pripojeno 1830. Kotorskoj biskupiji.
Danas je ova biskupija naslovna biskupija. Biskup je Socrates Calamba Mesiona, M.S.P.

## Vanjske poveznice
- Kotorska biskupija  Arhivirana inačica izvorne stranice od 13. ožujka 2012. (Wayback Machine) Kronotaksa budvanskih biskupa